# 宝仙学園小学校
宝仙学園小学校（ほうせんがくえんしょうがっこう、Hosen Gakuen Elementary School）は、東京都中野区中央に所在する私立小学校。

## 概要
1927年（昭和2年）宝仙寺第五十代世冨田斅純大僧正は、感応幼稚園（現・宝仙学園幼稚園）を設立。当時は幼稚園が教育機関であることが社会的に認知されておらず、保育年限を1年から2年に改正し、幼稚園教育の基礎を固めた。
1928年（昭和3年）中野高等女学校（現・宝仙学園中学校・高等学校）を設立。当時としては画期的な鉄筋コンクリート造りの地上3階、地下1階で、スチーム暖房等を設置した耐震耐火の校舎が建設された。
1935年（昭和10年）仏教保育協会保母養成所（現・こども教育宝仙大学）を設立。当時は保母養成所が京都に一校あるのみで、東京では初となった。
1948年（昭和23年）宝仙学園が設立される。
1953年（昭和28年）宝仙学園小学校を設立。小学校の開校により、幼稚園から短期大学（当時）までの一貫教育体制が確立された。
宝仙学園の歴史の中で唯一校名変更をしていない学校である。
真言宗豊山派の学校であり、宝仙学園の初代理事長で宝仙寺第五十代僧正冨田斅純の教えを受け継いでいる。

## 学校史
- 1953年・ 宝仙学園小学校開校・箱根林間学校開設・観察台設置
- 1954年・校章、制服を制定・「父母会」を発足
- 1959年・校歌を制定
- 1963年・卒業生同窓会「光葉会」を発足
- 1967年・教科担任制を実施・「富士の学校（富士山登山）」を実施
- 1970年・全校児童文書「ほうせん」第1号を発行
- 1977年・全校計算力テストを開始
- 1978年・全校漢字力テストを開始
- 1979年・体験学習の前身となる勤労体験学習を開始
- 1983年・卒業生父母の会「宝友会」を発足
- 1988年・理科工作科、生活科を新設
- 1994年・「十善戒（十の戒）」の唱和を開始
- 2002年・創立50周年・新教育目標を設定・学校週5日制を開始
- 2010年・英語を正課の授業として、3/4年生で開始
- 2012年・創立60周年・講堂をリフォーム・全児童の机と椅子を新調
- 2013年・全教室と音楽室にIWB（電子黒板）を導入
- 2014年・ランドセルと女子夏服をリニューアル
- 2015年・英語を正課の授業として、1年生から開始・アクティブラーニングの研究
- 2016年・タブレット（iPad）本格導入
- 2017年・制帽リニューアル・校庭人工芝リニューアル
- 2018年・コンピューター室をリニューアル「My Lab.」として創造研究の授業をスタート
- 2019年・全教室にタッチパネルディスプレイ（BIGPAD）を導入・3年生 個人用iPad配布
- 2020年・新型コロナウィルス感染症拡大のため3月～6月上旬まで在宅学習
- 2021年・副理事長による仏教講話を開始
- 2022年・創立70周年（コロナ禍を考慮し記念式典は学内で実施）

## 校風と教育
「豊かな情操と高い学力」という理念の下、「慈悲の心」を根幹とした教育を行っている。母体の宝仙寺は900年を超える古刹であり、学園は90周年（2018年度）を迎えた。創立者の「宗教は、教え込むものではない。宗教は、その環境の中で感じ取るもの（感応の精神）である。」という言葉を受け継ぎ、仏教を押し付ける訳ではなく、自然とその生活環境で感じ、身につける様に実践している。本校には、みたままつりや花まつり、毎日十善戒（十の戒）を唱えるなど、仏教の精神に触れる機会がたくさんある。
また、校章にも表されている通り、児童・保護者・教師の3つが互いに協力し合って、学校を造っていくことを基調としている。

### 心の教育
仏教のお話をとおして、”仏様は自分の心の中にいる”ことや”仏様の教え”を知り、それがどういうことなのかを自分なりに考え捉える時間がある。
仏様の心と自分の心を合わせ、仏様の教えを自分の心の中に素直に染みこませていくのが合掌である。合掌、慈悲、奉仕が3大目標。

### たしかな学び
本校独自のカリキュラムに基づき、低学年から基礎・基本を重視した授業を展開し、教科担任制・習熟度別学習に加えて放課後学習は「宝仙Nobiruba」として進学へ向けた指導の体制を整えた。
各学年の3学期には、次の学年の学習内容を指導している。6年生は1学期に小学校の全過程を修了し、2学期からは国立・私立中学への進学へ向けた授業内容となっている。

### 師弟同行
「師弟同行」は子どもたちと教員が、自由時間や給食や清掃等の生活の時間、そして教育的実践を通してともに学びあう、励ましあう、という意味である。
子どもと一緒に過ごすことも大切にしながら、寄り添うときもあれば少し離れて子ども同士の関わりを見守ることもあり、時間と空間をともに過ごし様々な感情を分かち合うことで心豊かな人間形成を目指している。

## 学校行事

### 4月
- 入学式
- 始業式
- 花まつり
- 1年生を迎える会
- 交通安全集会
- 緊急引き取り訓練
- 進級遠足（1・6年生は昭和記念公園、2年生は井の頭公園、3・4年生は光ヶ丘公園、5年生は航空公園）

### 5月
- 父母会総会
- 授業参観
- 写生会（1・2年生は宝仙寺、3年生は中野消防署、4年生は東京タワー、5年生は日本丸、6年生は江戸東京たてもの園）
- 校外学習（4年生田植え、5年生縄文の村見学）
- 定期健康診断

### 6月
- 私学陸上記録会
- 公開授業・学校説明会
- 弘法・興教大師降誕会
- 6年生長崎修学旅行（以前は中学入試の終わった2月の中旬に関西方面の卒業旅行があった）
- 校外学習・遠足（1年生野川公園、3年生清掃工場見学、プラネタリウム）
- 全校漢字力・計算力テスト
- 創立者忌日法要
- 運動会
- 修学旅行(6年生)

### 7月
- みたままつり
- 終業式
- 林間学校（2年生は富士、3・4年生は那須高原、5年生は鴨川）
- イングリッシュキャンプ（希望者）

### 9月
- 始業式
- 公開授業・学校説明会
- 内部幼稚園入試
- 校外学習（6年生国会・憲政記念館見学）

### 10月
- 宝仙祭（文化祭）
- 校外学習（4年生稲刈り・6年生能楽堂見学）

### 11月
- 開校記念日
- 全校漢字力・計算力テスト
- 社会科見学
- 私学音楽祭(4年生・音楽クラブ)
- 私学体育発表会
- 推薦入試
- 一般入試
- 校外学習（1年生みかん狩り、2年生ロッテ工場見学・中野郵便局見学、3年生水再生センター見学）

### 12月
- 個人面談（専科）
- けん玉大会
- 終業式

### 1月
- 始業式
- 宝仙寺中学入試祈願
- 私学図工展（松屋銀座で開催）
- 校外学習（3年生警察署見学・4年生読売新聞工場見学・5年生江戸東京博物館）

### 2月
- 中学入試
- 校外学習（1年生おせんべい工場見学・2年生ガスの科学館）

### 3月
- 6年生を送る会
- 卒業研究発表会
- 卒業遠足
- 卒業証書授与式
- 修了式
- スキースクール（希望者）

## 校舎
校舎は一般的な小学校と比べて狭い。敷地面積は約2400㎡で校舎は4階建、一部3階建である。幼稚園と隣接している。設備は整っており、全面人工芝の校庭や、蔵書数約27000冊を誇る図書室、「My Lab.」というICTルームなどがある。また、校舎は北階段、東階段、南階段があり、小荷物専用昇降機、北階段には車椅子昇降機がある。校舎は古く、段差も多いが、バリアフリーに対応している。

### 1階
- 下駄箱
- 理科室
- 理科準備室
- 1年教室2部屋
- 6年教室2部屋
- 倉庫室
- 図画工作室
- 図画工作準備室
- 給食室
- 調理室
- 保健室
- トイレ2箇所

### 2階
- 2年教室2部屋
- 3年教室2部屋
- 学習室
- 4年教室2部屋
- 会議室
- 5年教室2部屋
- 職員室（事務室は幼稚園側の正門にある）
- 放送室
- 給湯室
- 校長室
- 応接室
- トイレ2箇所

### 3階
- 講堂（本校には体育館がないため、体育の授業などはこの場所で行う）
- 体育倉庫
- 第2音楽室
- 図書室
- My Lab.（2018年度にコンピューター室をリニューアルした施設で、iPadや大型ディスプレイ、壁一面のホワイトボードなどを使った革新的な授業が行われている）
- 家庭科室
- 家庭科準備室
- トイレ1箇所

### 4階
- 屋上（バスケットボールコート2面）
- 第1音楽室

## 制服等
制服は、のちに記述する一部を除いて設立当初から変わっていない。男子の冬服は濃紺、夏服はグレーの白い襟付きのブレザー（ネクタイ無し）とハーフパンツであり、女子の冬服は赤いスカーフの付いたセーラー服で、夏服は2014年度までは水色でネクタイの付いたセーラー服であったが、モデルチェンジ後は白のスカーフへと変更になった。
制帽は2017年度に、ランドセル、手提げ鞄は2014年度にモデルチェンジされた。他には伊勢丹の手掛けた学校名入りのボタンがアクセントの新素材のダブルコート、及びマフラーがある。

## 交通アクセスと周辺環境
- 中野坂上駅より徒歩約７分
- 関東バス、京王バス「中野一丁目」バス停より徒歩３分
- 東中野駅より徒歩約15分

周辺は系列のこども教育宝仙大学や宝仙学園中学校・高等学校、そして道を隔てたすぐ隣に実践学園中学校・高等学校が立地している。また、近くには、芸能人を多く輩出している堀越高等学校があるなど、多様な学習機関が存在している。
当校の裏側には宝仙寺があり、緑も豊富である。

## クラブ活動等

### 委員会
- 児童委員会（学級委員）
- 図書委員会
- 体育委員会
- 放送委員会
- グリーンプロジェクト委員会
- 保健委員会
- ICT委員会
- 掲示美化委員会
- 広報委員会

### 必修クラブ
- アートクラブ
- 家庭科クラブ
- 剣道クラブ
- ソフトボールクラブ
- 卓球クラブ
- アウトドアクラブ
- バスケットボールクラブ（私学体育発表会に参加する。）
- 理科クラブ
- ボードゲームクラブ　(2025年新設)
- 模型クラブ
- 合唱クラブ(2020年新設)
- ダンスクラブ
- 百人一首クラブ

### 希望制クラブ
- 音楽クラブ
- プロジェクションマッピングクラブ
- サッカークラブ
- 演劇クラブ

## 著名な出身者
- 生盛良介（チェリスト）
- 三遊亭とむ（お笑いタレント・落語家）
- 城之内ミサ（作曲家・シンガーソングライター）
- 佐藤忠志（教育評論家）
- 本間正人（学習学協会代表理事）

## 入学と進学

### 入学試験考査
募集人員は、70名で一般入試と推薦入試によって選抜される（宝仙学園幼稚園からの内部進学者を含む）。毎年11月の上旬に推薦入試が、概ね他の私立小学校の入試が終了した後の11月中旬ごろに一般入試がそれぞれ実施される。

### 進路
本校は、付属の中学・高等学校があるものの、中学受験を前提とした小学校と認識されている。